# خليج ومحمية غليسر الوطنية
خليج ومحمية غليسر الوطنية (بالإنجليزية: Glacier Bay National Park and Preserve) هي حديقة وطنية أمريكية تقع في جنوب شرق ألاسكا غرب جونو. حيث أعلن الرئيس كالفن كوليدج المنطقة المحيطة بخليج جلاسير منطقة وطنية محمية بموجب قانون الآثار في 26 فبراير 1925. بعد ذلك تم توسيع المحمية من قبل الرئيس جيمي كارتر في عام 1978، وبصدور قانون ألاسكا الوطني للحفاظ على الأراضي (المعروف اختصارا بـ: Anilca) تم توسيع المحمية الوطنية بمقدار 523,000 فدان (848.3 ميل2؛ 2,197.0 كـم2) في 2 ديسمبر 1980، وأنشأت محمية غليسر الوطنية. تبلغ مساحة المحمية 58,406 فدان (94.7 ميل2؛ 245.4 كـم2) منها الأراضي المتواجدة في الشمال الغربي مباشرة من المتنزه، مما يحمي جزءًا من نهر السك مع ما يحتويه من أسماك وحياة البرية.

## موقع التراث العالمي
أصبحت محمية غليسر جزءًا من موقع التراث العالمي لليونسكو وذلك في عام 1979، وتم إدراجها بـبرنامج الإنسان والمحيط الحيوي في عام 1986. تعهدت ادارة المتنزهات القومية بالعمل مع منظمات هووناه وياكوتات وتلینکیت في إدارة المنطقة المحمية في عام 1994. تغطي الحديقة والمحمية إجمالي 3,223,384 فدان (5,228 ميل2؛ 13,541 كـم2)، مع 2,770,000 فدان (4,493 ميل2؛ 11,636 كـم2) كمنطقة برية.
تم اعلان نظام كلون/رانجيل-ستريت. إلياس / جلاشير باي / تتشينشيني-ألسيك الذي يعتبر نظام المحميات العابر للحدود الذي يضم منتزه ومحمية كلون الوطنية ومتنزه ومحمية رانجيل-سانت إلياس الطبيعية الوطنية ومنتزه تاتشينشيني ألسك، كموقع للتراث العالمي لليونسكو في عام 1979 بسبب المناظر الطبيعية الخلابة للأنهار الجليدية وحقول الجليد بالإضافة إلى أهمية الدببة الرمادية، والوعل، وأغنام دال. كما تمت إضافة محمية غليسر الوطنية في عام 1992 إلى موقع التراث.

## ألبوم صور
|  |  |  |  |
|  |  |  |  |

## قائمة المراجع
1. ↑   https://mapcarta.com/Glacier_Bay_National_Park. {{استشهاد ويب}}: |url= بحاجة لعنوان (مساعدة) والوسيط |title= غير موجود أو فارغ (من ويكي بيانات) (مساعدة)
2. ↑   https://whc.unesco.org/en/list/72/. اطلع عليه بتاريخ 2021-06-21. {{استشهاد ويب}}: |url= بحاجة لعنوان (مساعدة) والوسيط |title= غير موجود أو فارغ (من ويكي بيانات) (مساعدة)
3. ↑  Lee، Robert F. "The Story of the Antiquities Act". National Park Service Archaeology Program. مؤرشف من الأصل في 2012-10-26. اطلع عليه بتاريخ 2012-03-03.
4. ↑  "Alaska National Interest Lands Conservation Act". Fish and Wildlife Service. مؤرشف من الأصل في 2012-05-23. اطلع عليه بتاريخ 2012-03-03.
5. ↑  Glacier Bay National Park & Preserve (أبريل 2010). "Glacier Bay National Park & Preserve Foundation Statement" (PDF). مؤرشف من الأصل (PDF) في 2012-01-15. اطلع عليه بتاريخ 2012-03-03.
6. ↑  National Park Service Office of Public Affairs and Harpers Ferry Center (يوليو 2009). "The National Parks: Index 2009–2011". مؤرشف من الأصل في 2011-06-29. اطلع عليه بتاريخ 2012-03-03.
7. ↑  UNESCO decision نسخة محفوظة 2022-09-13 على موقع واي باك مشين.